# Sphaeradenia steyermarkii
Sphaeradenia steyermarkii là một loài thực vật có hoa trong họ Cyclanthaceae. Loài này được (Harling) Harling miêu tả khoa học đầu tiên năm 1954.